# 乒乓 (短片)
《乒乓》（Ping Pong Coach）描述一位15歲愛運動的國中少女子安（林彥禛飾）、喜歡上她的桌球教練，而教練卻是她最好朋友兼雙打搭檔怡瑞（廖宸頤飾）的爸爸，女孩因暗戀對好朋友也產生競爭敵意，最後卻意外發現教練竟然私下搞不倫戀，少女要如何面對這一切？
該片由仍在紐約哥倫比亞大學電影研究所就學的台灣留學生劉易、 楊婕執導及編劇，是2016年第15屆翠貝卡影展（Tribeca Film Festival）唯一入選的華語片，後來獲得最佳學生短片獎（Student Visionary Award）。

## 媒體訪談與報導
從小喜愛桌球，也曾參加小學桌球校隊的經驗，帶給了編劇兼此片監製楊婕創作的靈感。在採訪中，楊婕對記者表示，「這個故事是在說一個三角關係，但不是傳統兩女一男的三角關係，而是一個情竇初開的女孩，在青春時期對於成年男人的崇拜及愛慕，以及對於打桌球的愛，混雜在當中的複雜情感」，並表示可以的話，想回臺灣拍自己的第一部劇情長片，該片製作成本約三千五百元美金。
在中央廣博電台對導演劉易的訪談中，劉易表示，《乒乓》的劇本，是楊婕在哥倫比亞大學電影所第一年的編劇課作業。因為該片描述少女的初戀，劉易認為是他平常不會接觸的題材，而在學生時代應該多方嘗試，所以劇本非常的吸引他。劉易另外還和記者討論到《乒乓》製片團隊的組成、該片拍攝過程、哥倫比亞大學電影所對學生的訓練（劉易強調，哥大對劇本非常重視）、求學生活、自己未來的人生發展規劃等等。
在哥倫比亞大學的網頁上，有一篇對該片製作者劉易與楊婕的報導，裡面提到
- 在決定合作拍攝《乒乓》後，劉易和楊婕開始了漫長而嚴肅的討論和修訂劇本過程，一直到開拍前一周才定稿。
- 劉易和楊婕在開拍前三週從美國返回台灣，但尋找《乒乓》的女主角，是個有挑戰性的工作。她必須能詮釋角色的情緒變化歷程、大約是十五歲，而且要會打桌球。還好在經過數輪的試鏡和討論後，他們找到了適合的女主角。
- 開拍前有颱風來襲。為了劇組人員和演員的安全，雖然拍攝時間很緊，劉易和楊婕仍決定放棄一整天的拍攝時間。

## 參展情況
2016年初，該片入圍2016年美國翠貝卡影展短片競賽單元，是該影展當年唯一入選的華語電影 。
2016年4月底，該片獲翠貝卡影展的最佳學生短片獎（Student Visionary Award），評審團的頒獎頌辭為「《乒乓》自然的調性及扣人心弦的表演，用寫實的方式打動了我們」。該片在影展期間的票房受到肯定，獲獎後，影展當局發放由HBO贊助的五千美元獎金，因為這是文化部認定的國際重要影展，政府也將頒發獎金。翠貝卡影展競爭相當激烈，過去雖然有部分台灣導演，分別以劇情長片及短片入選，但劉易執導，楊婕製作與編劇的這部短片，是近年首次在該影展得獎的台灣電影
在中央廣播電台記者對劉易導演的訪談中，記者有問說，台灣的觀眾甚麼時候可以看到該片。劉易導演表示，《乒乓》有報名台北電影節，而因為還要參加其他影展的關係，所以短時間內不會將影片放在網路上，記者表示，希望該片能入選。2016年5月，台北電影節公布影展的短片入圍名單，《乒乓》並未入選。
2016年9月，該片入圍了高雄電影節的國際短片競賽。

## 劇組名單
- 導演 Directer ／ 劉易 Yi Liu
- 編劇 Screenwriter／ 楊婕 Chieh Yang
- 監製 Producer ／ 楊婕 Chieh Yang
- 製片 Co Producer ／ 張語嫣 Yu-Yen Chang、黃子然 Zen Huang
- 執行製作 Production Assistant ／ 美妙 Mei-Miao、 阿葉 A-Ye、樂庭 Le-Ting
- 攝影 D.O.P.／ 溫仕培 Shipei Wen
- 攝助 Assistant Camera／ 畢昂卡 Bianca Catbagan
- 副導演 Assistant Director／ 楊雅集 Ya-Chi Yang
- 場記 Script Supervisor ／ 陳柏宇 Po-Yu Chen
- 美術 Production Design ／ 林佑亭 Yu-Ting Lin
- 服裝設計 Costume Design ／ 鍾何謙 Tun Chung
- 造型助理 Costume Assistant ／ 沈倢宇 Jie-Yu Shen
- 音樂設計 Music Composer／ 楊川逸 Chuan-Yi Yang
- 燈光師 Gaffer／ 陳聖尉 Sheng-Wei Chen
- 收音師 Boom Man ／ 貢丸 Justin Chang
- 混音師 Sound Mixer ／ 林恩宇 En-Yu Lin
- 髮妝設計／ Hazel
- 剪接 Editing／ 劉易 Yi Liu
- 劇照師 Stills Photographer／ 潘怡帆 Crystal Pan
- 劇本指導 Screenplay Advisors

Professor Trey Ellis, Professor Katherine Diekmann, Professor Dan Kleinman
- Safety Plan Advisor／ Mica Coburn

## 外部連結
- Ping Pong Coach的Facebook專頁
- 互联网电影数据库（IMDb）上《Ping Pong Coach》的资料（英文）